# Roystonea stellata
Roystonea stellata — вимерлий вид пальми, ендемік Ягруми поблизу регіону Майсі провінції Гуантанамо на сході Куби. Вид відомий лише з однієї колекції, зробленої ботаніком французького походження Фрером Леоном у 1939 році.

## Морфологічна характеристика
Roystonea stellata була великою пальмою, яка досягала 15 метрів у висоту. Суцвіття довжиною 95 см містять білі чоловічі та жіночі квітки. Плоди були розміром 9.8–10.5 × 7.8–8.5 мм, чорні в дозрілому стані. Одна відома колекція недостатньо повна для повного опису.

## Статус
З 1990-х років під час повторних обстежень середовища проживання не було знайдено жодного зразка, тому R. stellata, ймовірно, вимерла.